# GeForce 4系列
GeForce 4（核心代號是NV25）是NVIDIA研發的第4代繪圖處理器。架构實際基於GeForce3改進而成。它擁有4条像素流水线，每条流水线包含2个材质贴图单元，即4*2架構。T&L方面，GeForce4采用了nfiniteFX II引擎，它是從GeForce3的第一代發展而成。GeForce4 Ti配备了两个頂點著色引擎，比舊的GeForce3多了一个，這表示同一時間可以處理更多頂點。這並不是全新的設計，皆因Xbox中的显核亦使用了個頂點著色引擎。縱使GeForce4架构与GeForce3分別不多，但是依然有效能提升，原因是功能的改進与微調。
GeForce4系列有三個分支，分別是高端的Ti，較低端的MX以及一款通過HSI橋接晶片來支援PCI-E介面的PCX 4300。膝上型輕便電腦方面，則推出了GeForce4 Go (NV17M)，它的架構與MX系列是相同的。三個家族都是於2002年頭發佈。在2002年尾，GeForce4 4200 Go (NV28M) 發佈，它的架構與Ti系列是相同的。

## 產品特性

### 頂點與像素著色引擎
nfiniteFX II引擎是從GeForce3的第一代發展而成。這是一个可程化的頂點與像素著色引擎。

#### nfiniteFX II頂點著色引擎
GeForce4 Ti配備了兩個頂點著色引擎，比舊有的GeForce3多了一个。這不是一个新設計，較早時推出的XBOX，內裏的顯核已配備兩个頂點著色引擎。兩个頂點著色引擎是可以一同運作的。NV25顯核能分配適當的指令予兩个頂點著色引擎处理。這样可確保兩个引擎正在處理不同的資料，不會造成資料重複處理，進而提升效率。總括來說，兩个更先進頂點著色引擎配合NV25效高的時脈，NV25可处理的頂點數目的GeForce3的三倍。

#### nfiniteFX II像素著色引擎
nfiniteFX II像素著色引擎能支援Pixel Shader 1.2與1.3版本

### Accuview
一種應用在GeForce4的改良型反鋸齒技術。Accuview使用了新的取樣位置來改善反鋸齒的品質，新技術可減少錯誤，效能和品質更高。另外，雖然是4XAA的品質，但效能和2XAA一样快。為此，NVIDIA稱這个新反鋸齒模式為「4xS」。美中不足的是此模式只支援Direct3D不支援OpenGL。
Accuview技術亦支援非等方性過濾，可以改善從前景到背景的材質品質。

### LMA II
這是GeForce4 Ti特有的顯示記憶體控制器，GeForce3擁有的是第一代。NVIDIA改進了一些算法，令到記憶體傳輸得更有效率，改善記憶體頻寬。亦改善了其像素剔除技術，剔除的過程可在顯示核心內進行，不用額外佔用記憶體頻寬。以往，在場景看不到的像素，核心依然會計算，因而浪費了其運算資源。GeForce3可以略過被遮蔽的部分，而不作運算。而GeForce4就改良了這個過程，只有通過核心的數據，才會判斷是否被遮蔽，不用理會顯示記憶體的數據，節省記憶體頻寬。LMA II的另一個技術是Lossless Z-Buffer Compression，能無損壓縮數據，壓縮比是4:1，同樣是節省記憶體頻寬。改良了的頂點緩存，使頂點數據不會被重複傳輸，共用邊緣的多邊形是一個好好的例子。幾何圖形和像素快取，使處理後的頂點和像素數據，能重複利用。雙材質快取，提升GeForce4 Ti的材質過濾效能。
LMA II亦新增了自動預先充電技術。顯示記憶體在每一次讀取時，插槽需要先充電。這個技術論通過算法，能為特定的插槽預先充電，節省讀取時間。快速Z軸清除，一個在ATI Radeon時期已擁有的技術，一個場景渲染後，通過這個技術，就能快速Z軸數據清除。

### nView
所有GeForce4系列顯示卡都配備了兩个350MHz RAMDAC及TDMS傳送器，可以支援雙顯示輸出。

## GeForce4 Ti

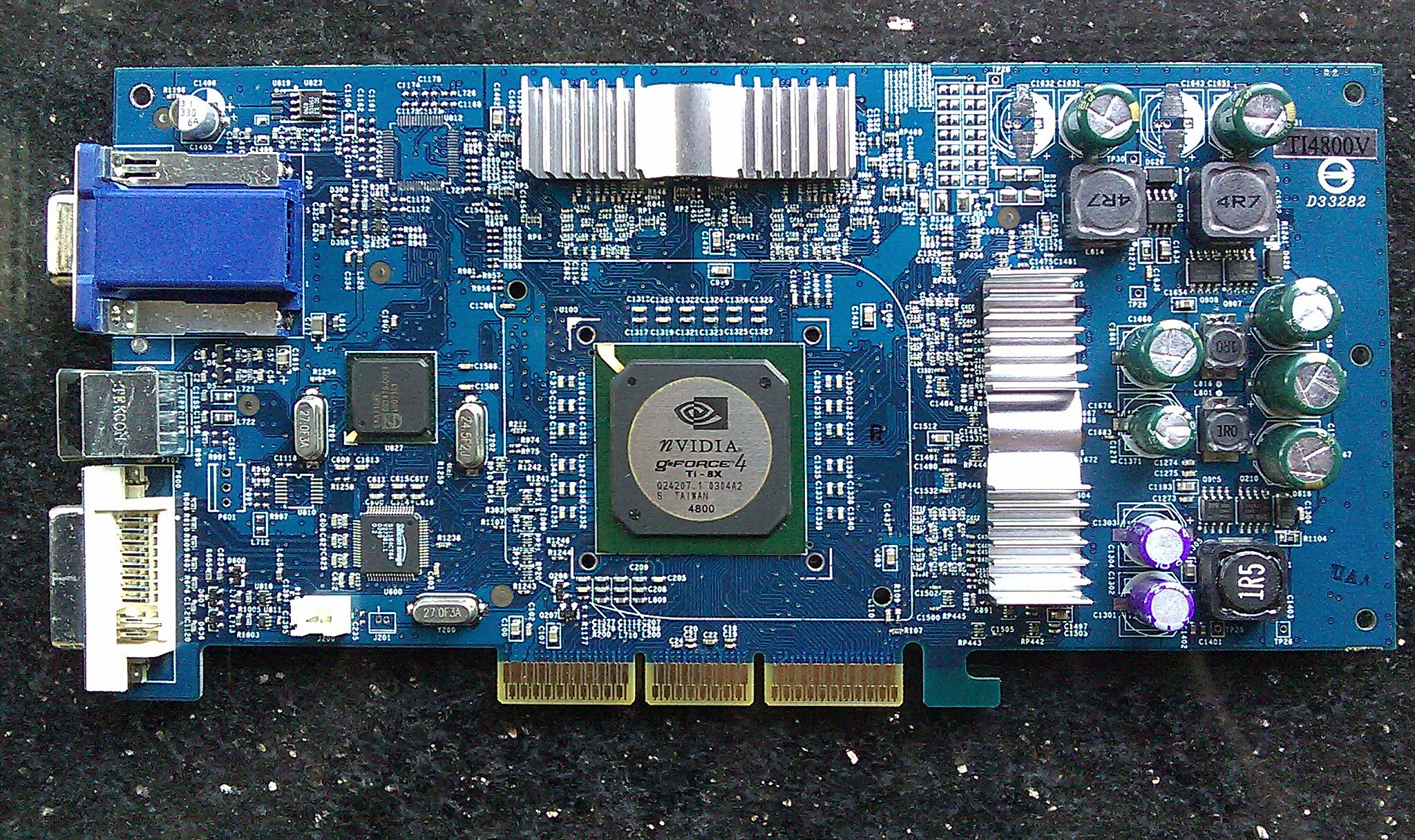
青雲推出的GeForce4 Ti 4800顯示卡

GeForce4 Ti（NV25）於2002年4月發佈，但是GeForce 3（NV20）的後續產品。它的架構與上一代的顯示核心相似；主要的分別是更高的核心和顯示記憶體頻率。顯示記憶體控制器亦有改良，額外增加的頂點著色器，硬體支援反鋸齒，和DVD播放。它亦從GeForce 2 MX繼承了雙顯示輸出。GeForce4 Ti的性能和功能是完全勝過舊的GeForce 3。對手ATI的Radeon 8500，效能整體上是快過GeForce 3產品線，但就被GeForce 4 Ti追過，只是價格上有優勢。
Ti系列原本有兩個成員，Ti 4400和最高端的Ti 4600。當它們發佈的話時候，NVIDIA的最重要的產品是主流級的GeForce 2 MX，中端的GeForce4 MX產品(與Ti 4400和Ti 4600同時發佈)，較舊但效能依然強勁的GeForce 3(降級成為中高端顯示卡)。NVIDIA於2002年發佈了一個較平價的版本：Ti 4200。這張卡是用來取代GeForce 3 Ti系列，成為效能主流級產品，由於GeForce 4 Ti系列核心是一樣的，不少廠商推出了GeForce 4 Ti 4200的超頻版，效能等於GeForce 4 Ti 4600,令後者銷售情況變差。而在往後的GeForce FX顯示卡，中階級與高階級顯核架構將絕不相同。它亦比ATi的Radeon 8500快。
2002年尾，NV25核心被新推出的NV28核心取代，原因是為了支援AGP 8X。基於此核心的有三款型號：Ti 4200-8X、Ti 4800SE、Ti 4800。Ti 4800的頻率與Ti 4600相同，只是支援AGP 8X，在北美地區的早期名稱即為Ti 4600-8X，但由於售價昂貴，該晶片只有極少數的廠商推出過，如微星，青雲，eVGA，PNY和Point of View等。Ti 4800SE的頻率與Ti 4400相同，同樣在北美地區的早期名稱為Ti 4400-8X，效能稍遜於Ti 4600，相比Ti 4800倒是有很多廠商推出了相關產品。中階的Ti 4200-8X則非常暢銷。直到ATi於2002年尾發佈Radeon 9500 Pro，它的地位才被取代。Ti 4200於DirectX 8.1的環境下，效能比低端的GeForce FX 5200和中端的FX 5600強，與中端的Radeon 9600的旗鼓相當 。但ATi的Radeon 9700 Pro在效能和功能上，就完全擊敗Ti 4600。
Ti系列顯示卡唯一的流動產品就是GeForce4 4200 Go (NV28M)，它於2002年尾發佈。它的功能和效能，都和以NV28為基礎的Ti 4200相似，以縱使它的核心頻率較低。它的效能遠比Mobility Radeon 9000強，亦是NVIDIA首款支援DirectX 8的流動型顯示核心。由於它原先是應用於桌面電腦，所以功秏比較大。4200與建基於MX架構的GeForce4 4x0 Go系列和Mobility Radeon 9000不同，並沒有內建節能電路。這對膝上型輕便電腦製造商造成困擾，因為流動型產品講究節能，提高電池壽命。

## GeForce4 MX

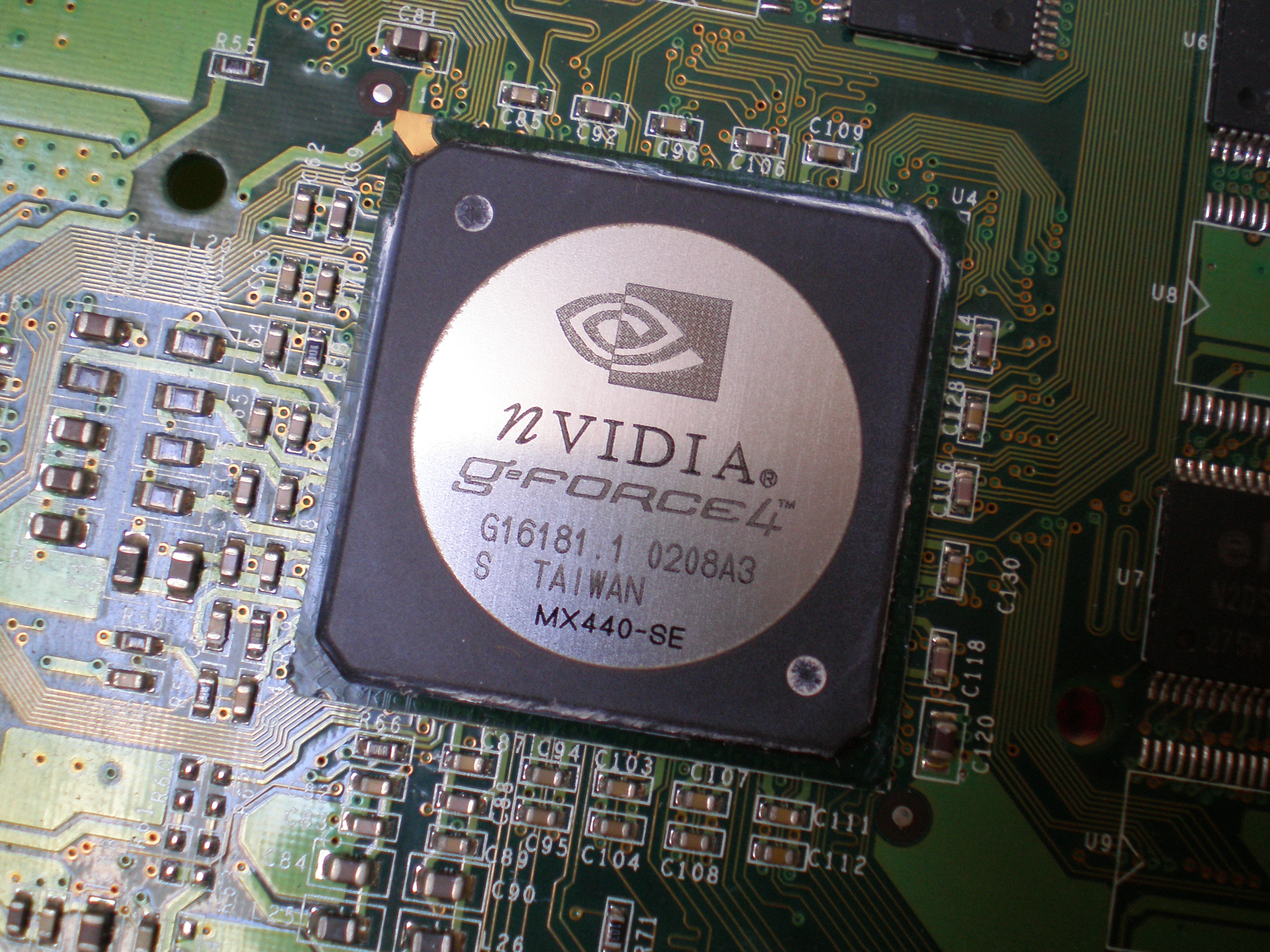
GeForce4 MX 440-SE GPU

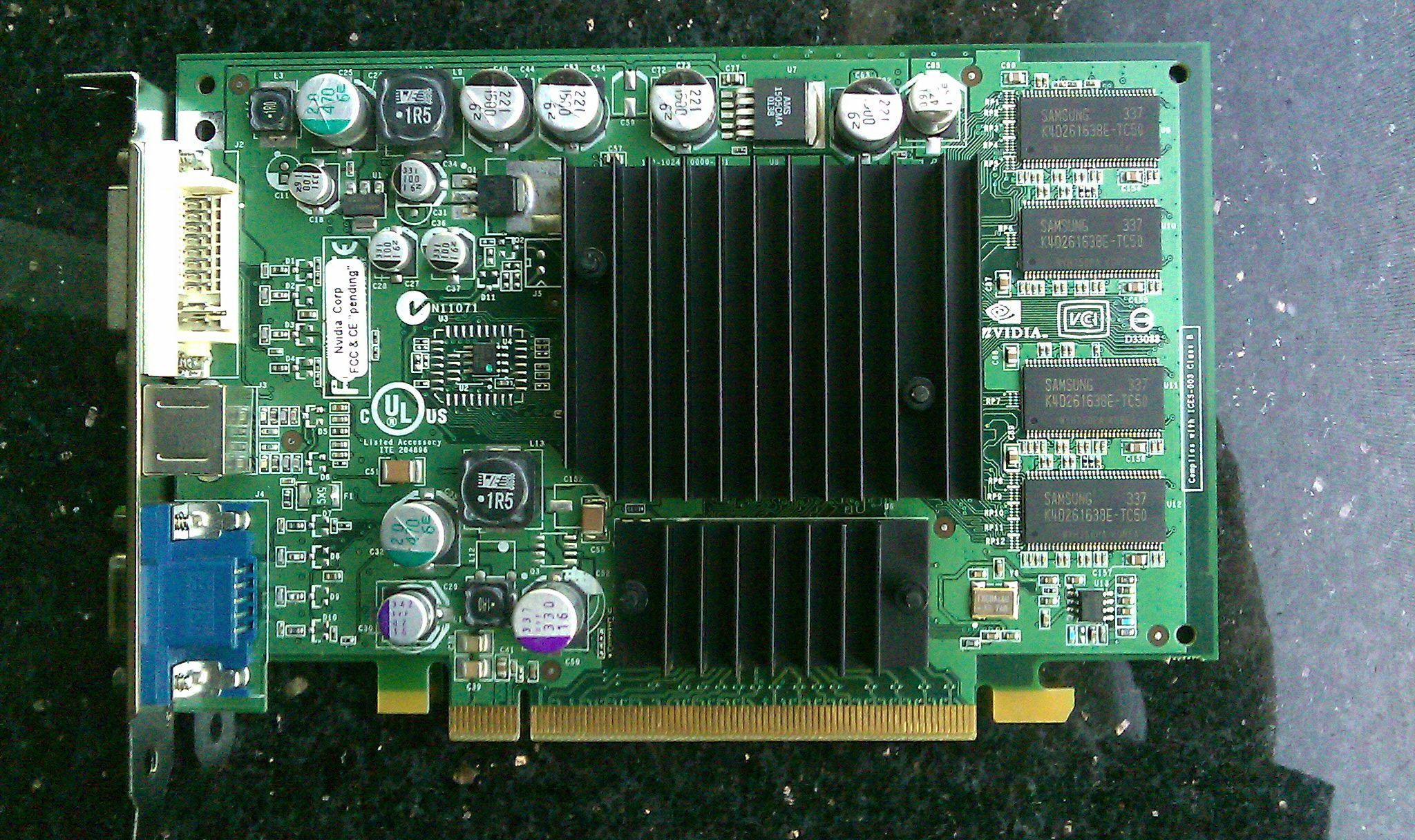
NVIDIA GeForce PCX 4300

若GeForce4的能力由GeForce4 Ti去定義，那麼GeForce4 MX (NV17)就只是一個稱號。很多人批評，GeForce MX的名稱，誤導了其真正的功能，以為是GeForce 3的低階版。發佈後，人們始知道它只是GeForce 2 Ti，而顯示記憶體控制器和抗鋸齒功能則屬於GF4 Ti系列、並配備兩個RAMDAC。
GeForce4 MX不同GeForce4 Ti，前者並不支援可程式化頂點和像素著色器。這不會影響它的運算速度，只是不支援新的Direct-X 8特效。雖然如此，它能很好的執行高端的CAD軟體，在非遊戲應用中，有不俗的表現。（最值得注意的例子是AutoCAD，GeForce4 MX只比Ti版本慢數個百分比，但價格就相差好幾倍。）GeForce4 MX 440能輕易勝過舊的GeForce 2 Ultra和MX，而且更省電和更便宜，
MX與其餘的GeForce4產品線於2002年頭推出，Id Software的技術主管John Carmack擔心GeForce4 MX的潛在能力。他認為若果MX顯示卡被廣泛接受，反而會阻礙DirectX 8遊戲的發展，因為MX不支援可程式化頂點和像素著色器，他更勸告遊戲玩家不要購買MX系列顯示卡。但是在2004年中，Carmack的Doom 3推出，它竟然支援GeForce4 MX；MX顯示核心是唯一的核心不支援DirectX 8，卻被Doom 3支援。
儘管受到遊戲熱心者不斷的批評，GeForce4 MX依然是成功的。它的價錢比GeForce 2 MX多30%，但能提供更好的效能，所以能夠玩更多遊戲，正當那些遊戲並不相容GeForce 2。對一般人來說，這已是真正的GeForce4。較低端的GeForce4 Ti效能是比更舊更貴的GeForce 3差，而NVIDIA亦容許GeForce 3繼續售賣。GeForce 4 MX在OEM市場尤其成功，它迅速取代GeForce 2 MX，成為最受歡迎的產品。
MX系列最原先有三個形號 - MX420、MX440和MX460。MX420用來滿足低端電腦的要求，取代GeForce 2 MX100和MX200。GeForce 4 MX440用來應付OEM的大量市場，取代GeForce 2 MX和MX400。最後的形號，就是MX460，是中端市場的解決方案，並沒有明確的對手。MX460的效能並不弱，所以售價並不比GeForce4 Ti4200，GeForce 3 Ti200和Radeon 8500LE/9000（即使是完整的8500）低很多。但這裏每張卡都比MX460好，不論效能和對DirectX 8的支援度。最後，MX460不能在市場佔一席位，所以產品失敗了。
就3D效能而言，MX420的效能只比GeForce 2 MX400稍好，但就差過GeForce 2 GTS，但這不會造成問題，因為它所針對的是低端市場。與MX420最接近的對手是ATI的Radeon 7000。但實際上，它的對手更像是整合式晶片組，例如Intel的845G和NVIDIA自家的nForce 2。
而MX440的效能就合理的多，亦足以勝過它的對手 - ATI的Radeon 7500，和停止發售的GeForce 2 Ti和Ultra。ATI於2002年9月發佈的Radeon 9000 Pro，效能與MX440相近，但就完整支援DirectX 8，而且單一材質填充率更高。但是，9000始終未能打破MX440在OEM市場的壟斷。MX440有一個分支，名為MX440-SE。它與MX 420相似，但就增加了顯示記憶體頻寬。NVIDIA利用GeForce FX 5200去回應ATI Radeon 9000，而且FX5200更支援DirectX 9。但是，5200除了支援DirectX 9外，效應卻不足以玩遊戲。
視頻播放方面，GeForce4 MX就支援了一個新的功能。它（不包括GeForce4 Ti）是GeForce系列，第一款支援NVIDIA VPE (video processing engine)，硬體-iDCT 和VLC (variable length code) 解碼的顯示卡。這些功能都比之前的HDVP強得多。在MPEG-2播放中，VPE終於可以與ATI出色的影像引擎競爭。所有的GeForce4 MX系列顯示卡都能夠對DVD播放提供硬體加速，所以入門級的它在視頻播放上，比高階Ti系列效果更好。這已不是新鮮事，因為ATi早就為其產品配備這樣的功能。
與Ti系列相似，MX產品線都更新到支援AGP-8X接口，成為NV18核心。新增的兩個型號是MX440-8X，它比原本的MX440稍快，使用BGA封裝記憶體，和MX440SE，配備較窄的顯示記憶體總線，用來取代MX420。MX460就不再更新，在數個月前已停止推出。另一個版本是MX 4000，於2003年尾推出。它是GeForce4 MX440SE，但核心頻率較快。GeForce4 MX4000代号为NV18B，用来取代MX440-8X，對手是便宜的低端Radeon9200SE。MX4000支援16MB×16bit顯存架構，显卡成本更低，MX4000是當時最廉价的高容量显存低端显卡，部分支持DirectX 8.1指令。
GeForce4 Go是MX產品線的分支，與其他的GeForce 4晶片於2002年頭同時發佈。有三個型號，分別是420 Go，440 Go和460 Go。但是，ATI已開始反擊，推出了Mobility Radeon 7500。（短壽命的4200 Go並不屬於這個系列，它是Ti產品線的分支。後期更新到支援AGP 8X，有兩個型號448 Go與488 Go。

## GeForce PCX
GeForce4 MX產品線於2004年仍被第三次更新，該產品同GeForce 5系列的PCI-E版一同發表，稱為GeForce PCX 4300 - GeForce MX 4000的PCI Express版本，擁有更寬的顯示記憶體頻寬。儘管有了新的代號（NV19），但PCX 4300只是採用支援AGP的NV18核心加上HSI接橋晶片的非原生PCI-E顯示卡。該顯示卡只供OEM渠道使用，所以非常罕見。

## 外部連結
- NVIDIA GeForce 4主頁（页面存档备份，存于）
- NVIDIA GeForce 4 Go主頁（页面存档备份，存于）